# Булгурт
Булгу́рт (рос. Булгурт) — присілок у складі Увинського району Удмуртії, Росія.

## Населення
Населення — 7 осіб (2010; 15 в 2002).
Національний склад станом на 2002 рік:
- росіяни — 53 %
- удмурти — 47 %

## Урбаноніми[3]
- вулиці — Лучна